# Kazimierz Poniatowski
Kazimierz Poniatowski herbu Ciołek (ur. 15 września 1721, zm. 13 kwietnia 1800 w Warszawie) – generał-lejtnant wojsk koronnych w 1752 roku, podkomorzy nadworny koronny w latach 1742–1773, komendant gwardii konnej koronnej w latach 1761–1773, bibliofil i kolekcjoner, starosta spiski, stryjski, tyszowiecki, rycki, szadowski, lubelski, starosta sokalski w 1752 roku, wójt stojanowski.
Po uzyskaniu tytułu książęcego używał herbu Poniatowski I.

## Życiorys
Syn Stanisława i Konstancji Czartoryskiej. Brat Stanisława Augusta Poniatowskiego.
Związany z „Familią” Czartoryskich, w 1742 roku mianowany podkomorzym wielkim koronnym. Stał się głośnym z powodu pojedynków ze swym przeciwnikiem politycznym Adamem Tarłą (1744). W pierwszym pojedynku, gdy Tarło zabił jego konia, niezbyt odważny Poniatowski poddał się. Pod naciskiem swej matki musiał jednak przystąpić do pojedynku powtórnie – 16 marca 1744 roku na Marymoncie, w obecności zbrojnego tłumu stronników Czartoryskich. Tarło zginął, jednak twierdzono, że zabił go nie Poniatowski, lecz major saski Korff. Wywołało to wielkie oburzenie szlachty małopolskiej i obawy przed wybuchem wojny domowej. Poseł ziemi zakroczymskiej na sejm 1744 roku. W 1746 roku odbywał karę lekkiego więzienia za udział w pojedynku. Był posłem ziemi różańskiej na sejm 1746 roku. Wybrany komisarzem województwa podolskiego na Trybunał Skarbowy Koronny w Radomiu 1748 roku. Poseł ziemi zakroczymskiej na sejm 1748 roku. Komisarz mazowiecki na Trybunał Skarbowy Koronny w Radomiu w 1749 roku. Był posłem na sejm 1762 roku.
Konsyliarz konfederacji Czartoryskich w 1764 roku, poseł na sejm konwokacyjny (1764) z województwa bełskiego. W 1764 roku podpisał elekcję Stanisława Augusta Poniatowskiego z województwa bełskiego, poseł bełski na sejm elekcyjny. Był deputatem do pactów conventów. Poseł na sejm koronacyjny 1764 roku z województwa bełskiego. Komisarz z rycerstwa w Komisji Wojskowej Koronnej w latach 1765–1770.
W 1765 roku dla Henrietty Lullier, faworyty swojego brata Stanisława Augusta Poniatowskiego kupił za 39 000 złp posesję przy Krakowskim Przedmieściu w Warszawie, na której wzniósł dwupiętrową kamienicę. Szybko miejsce to stało się najmodniejszym domem publicznym w stolicy.
W 1766 roku był posłem na Sejm Czaplica z województwa bełskiego. W pierwszych latach panowania swego królewskiego brata usiłował stworzyć niezależne od Czartoryskich stronnictwo królewskie. Był członkiem konfederacji radomskiej 1767 roku. W załączniku do depeszy z 2 października 1767 roku do prezydenta Kolegium Spraw Zagranicznych Imperium Rosyjskiego Nikity Panina, poseł rosyjski Nikołaj Repnin określił go jako posła właściwego dla realizacji rosyjskich planów na sejmie 1767 roku za którego odpowiada król, poseł ziemi zakroczymskiej na sejm 1767 roku. 23 października 1767 roku wszedł w skład delegacji Sejmu, wyłonionej pod naciskiem posła rosyjskiego Nikołaja Repnina, powołanej w celu określenia ustroju Rzeczypospolitej. Miał ambicję zostania hetmanem wielkim koronnym, w tym celu na sejmie 1768 r. wysunął projekt reorganizacji wojska polskiego autoramentu.
Wiosną 1769 roku oddział konfederatów barskich, dowodzony przez Józefa Bierzyńskiego podjął nieudaną próbę opanowania zamku w Starej Lubowli, pozostającego w rękach Kazimierza Poniatowskiego. Ten poprosił wówczas Austriaków o zajęcie starostwa spiskiego.
Po I rozbiorze wycofał się z życia politycznego, sprzedał w 1773 roku godność podkomorzego i oddał się zabawom i hulankom, zyskując u współczesnych opinię „najlubieżniejszego człowieka” i „największego próżniaka”, który „całe szczęście życia położył w marnowaniu czasu”. W 1775 roku za pożyczenie Rzeczypospolitej 714 000 złotych, otrzymał na własność starostwo szadowskie na Żmudzi warte wówczas 6 mln złp. W latach 1772–1780 założył wspaniały kompleks pałacowo-ogrodowy „Na Książęcem” w warszawskiej jurydyce Solec (proj. Szymon Bogumił Zug).
W 1744 roku został kawalerem Orderu Orła Białego. W 1765 roku został kawalerem Orderu Świętego Stanisława.
Został pochowany na cmentarzu obok ujazdowskiego kościoła parafialnego pod wezwaniem św. Anny i św. Małgorzaty na terenie obecnego Belwederu. Po zamknięciu cmentarza w 1818 roku jego szczątki przeniesiono do podziemi kościoła św. Krzyża.